# Blepharis pratensis
Blepharis pratensis är en akantusväxtart som beskrevs av Spencer Le Marchant Moore. Blepharis pratensis ingår i släktet Blepharis och familjen akantusväxter. Inga underarter finns listade i Catalogue of Life.